# South Owersby
South Owersby är en by i civil parish Owersby, i distriktet West Lindsey, i grevskapet Lincolnshire, i England. Byn är belägen 6 km från Market Rasen. South Owersby var en civil parish 1866–1936 när blev den en del av Owersby. Civil parish hade 77 invånare år 1931.